# Алексеевка (Краснознаменский район)
Алексеевка (до 1938 — Клайн-Какшен (нем. Klein Kackschen), до 1946 — Клайнбиркенхайн (нем. Kleinbirkenhain)) — посёлок в Краснознаменском городском округе Калининградской области. Входил в состав Алексеевского сельского поселения.

## История
Населённый пункт Кляйн Какшен в 1946 году был переименован в посёлок Алексеевку.

## Население
| 1867 | 1885 | 1910 | 2002 | 2010 |
| ---- | ---- | ---- | ---- | ---- |
| 67   | ↗160 | ↘122 | ↗178 | ↗199 |